# تومي ووكر (لاعب كرة قدم بريطاني)
تومي ووكر (بالإنجليزية: Tommy Walker)‏ (20 فبراير 1952 في المملكة المتحدة - ) هو لاعب كرة قدم بريطاني في مركز الوسط. لعب مع ستوك سيتي وماكليسفيلد تاون ونادي بيرنلي ويوفل تاون.

## وصلات خارجية
- تومي ووكر على موقع قاعدة بيانات كرة القدم.إي يو (الإنجليزية)